# Josele Román
María José Peralt Román (Gandía, 28 de octubre de 1946), conocida artísticamente como Josele Román, es una actriz y cantante española.

## Biografía
Sus inicios en el mundo artístico fueron como bailarina aunque pronto descubre su vocación como actriz. En 1965 se incorpora a la Compañía de Conchita Montes, con la que debuta en escena con la obra La dama de Maxim’s. Más tarde se une a Núria Espert en La buena persona de Sezuan y posteriormente interpreta El alma se serena (1968) y La idea fija. En 1970 interpreta La marquesa Rosalinda, de Valle-Inclán, junto a Amparo Soler Leal.
Rueda su primera película, Pecados conyugales, en 1969. Se inicia así una etapa que se prolonga diez años y en la que participa en decenas de películas, la mayor parte de las veces como actriz de reparto en comedias de Mariano Ozores, Vicente Escrivá o Pedro Lazaga, entre otros.
En 1985 se retira del mundo del cine para dedicarse a la música llegando a ser productora, compositora y arreglista a la vez que cantante o pianista de varios grupos de música integrados solo por chicas, para en 1995, aparecer en televisión como una de las intérpretes de la serie de Antena 3 Los ladrones van a la oficina. En los siguientes años ha hecho, de nuevo, algunas breves apariciones cinematográficas.
En 2010 hace un cameo en la cuarta temporada de La que se avecina de Telecinco mientras que en la cadena Cuatro aparece en La isla de los nominados.
El 24 de mayo de 2010 Josele Román interpreta el papel de La Quinta en Dentro de la tierra, de Paco Bezerra, Premio Nacional de Literatura Dramática 2009, dirigida por Nacho Sevilla para el XV ciclo de lecturas dramatizadas dentro de la muestra de dramaturgia española contemporánea de la SGAE. En 2019 reconoce estar arruinada y a punto de ser embargada porque el mundo del cine le ha dado la espalda.

## Filmografía (selección)
- Dele color al difunto (1970).
- Don Erre que erre (1970).
- El alma se serena (1970).
- Black story (La historia negra de Peter P. Peter) (1971).
- Vente a Alemania, Pepe (1971).
- La decente (1971).
- Aunque la hormona se vista de seda (1971).
- Blanca por fuera Rosa por dentro  (1971).
- Simón, contamos contigo (1972) .
- ¡No firmes más letras, cielo! (1972).
- París bien vale una moza (1972).
- Vente a ligar al Oeste (1972).
- Ligue Story (1972).
- Los novios de mi mujer (1972).
- La curiosa (1973).
- Manolo la nuit (1973).
- Celos, amor y Mercado Común (1973).
- Jenaro, el de los 14 (1974).
- Vida conyugal sana (1974).
- Cuando los niños vienen de Marsella(1974).
- Una abuelita de antes de la guerra (1975).
- No quiero perder la honra (1975).
- El señor está servido (1976).
- Señoritas de uniforme (1976).
- La lozana andaluza (1976).
- Hierba salvaje (1977)
- Es pecado... pero me gusta (1977)
- Celedonio y yo somos así (1977).
- El pobrecito draculín (1977).
- Niñas... al salón (1977).
- Eva, limpia como los chorros del oro (1977).
- La insólita y gloriosa hazaña del cipote de Archidona (1979).
- El virgo de Visanteta (1979).
- Visanteta estate quieta (1979).
- Esperando a papá (1980).
- Trailer para amantes de lo prohibido (1985).
- El donante (1985).
- Los ladrones van a la oficina (1993).
- Shacky Carmine (1999).
- Cachorro (2004).
- Volando voy (2006).
- Yo antes era bella  (cortometraje) (2009).
- La isla de los nominados (2010).
- La que se avecina (2010).
- INTUICIÓN, vídeoclip con el actor y cantante; Fco Florián Quirós (FLORIHÁN)
- TELEPATÍA  (2011) videoclip del cantante FLORIHÁN
- El Misterio de Vera Drudi (2013).
- SOR (2013). Película.
- Lifting (obra de teatro) 2014
- La vidente (directora, productora y protagonista de obra teatral. (2015)
- Me quedo muerta (obra de teatro) (2015)
- Cosmética Terror (2015)
- Kiki, el amor se hace (2016)

Ha realizado casi un centenar de películas y dieciocho obras teatrales en sus casi 60 años de carrera.